# Micropædia

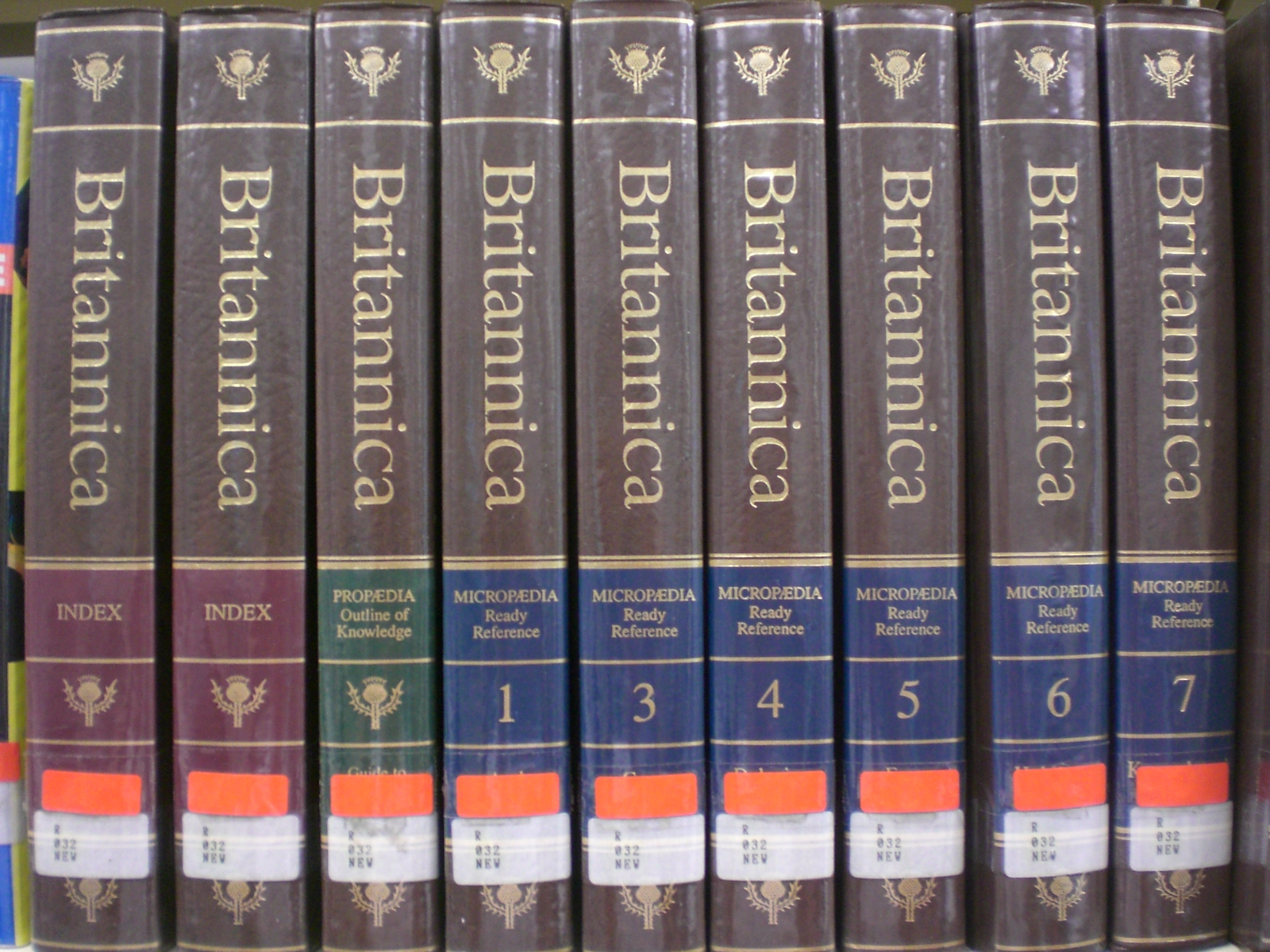
Micropædia

Micropædia gồm 12 cuốn, là một trong ba phần của Encyclopædia Britannica (lần in thứ 15), với hai phần còn lại là một cuốn Propædia và 17 cuốn Macropædia. Tên gọi Micropædia được đặt ra bởi Mortimer J. Adler, có nguồn gốc từ tiếng Hy Lạp cổ, ghép bởi từ "nhỏ" (micro) và "hướng dẫn"; có thể tạm dịch là "hướng dẫn ngắn gọn".
Micropædia được giới thiệu lần đầu vào năm 1974 với 10 tập, có tổng cộng 102.214 bài ngắn, mỗi bài có gần 750 từ. Giới hạn số từ trong mỗi bài đã được nới lỏng hơn trong lần in thứ 15, nhiều bài viết được gộp lại với nhau và chỉ còn 65.000 bài viết trong 12 tập. Giới hạn 750 từ mỗi bài vẫn được tôn trọng, hầu hết các bài viết trong Micropædia chỉ có từ một đến hai đoạn; tuy nhiên một vài bài có thể được tìm thấy trong bản Micropædia năm 2007, như bài viết về Internet phủ vừa kín một trang.
Với tỷ lệ ngoại lệ thấp (<3%), khoảng 65.000 bài viết của Micropædia không có thư mục và tên người đóng góp. Micropædia chủ yếu dành cho việc tìm kiếm nhanh, giống như bản tóm tắt của 700 bài viết dài tại Macropædia, trong đó ghi rõ thông tin tác giả và thư mục.